# کلوش
کُلوش (فرانسوی: Coluche‎ ،تلفظ فرانسوی: [kɔˈlyʃ]؛ ۲۸ اکتبر ۱۹۴۴ – ۱۹ ژوئن ۱۹۸۶) یک هنرپیشه و کمدین اهل فرانسه بود.
وی فرزند اونوریو کُلوچی از روستایی در منطقه فروزینونه در ایتالیا است. وی در سن ۲۶ سالگی حرفه طنزپردازی را آغاز نمود و از همان ابتدا عنوان «کُلوش» را برای خود برگزید.
کلوش در اواخر دهه ۱۹۶۰ و اوایل ۱۹۷۰ نقش‌آفرینی در مجموعه‌های تلویزیونی را آغاز نمود.

## نامزدی انتخابات ریاست‌جمهوری
وی با ترتیب کنفرانس خبری اعلام نمود که قصد شرکت در انتخابات ریاست‌جمهوری ۱۹۸۰ فرانسه را دارد. «پیش از من فرانسه به دو قسمت جدا شده‌بود، اکنون چهار تا خواهد خورد» و «کُلوش تنها نامزدی است که دلیلی برای دروغ گفتن ندارد» شعارهای انتخاباتی وی بود. با وجود اینکه بسیاری این عمل را شوخی بیش نمی‌پنداشتند تنی چند از اندیشمندان مانند پیر بوردیو، فلیکس گاتاری و ژیل دلوز از کلوش حمایت کردند. در آمار بدست آمده مشخص شد که ۱۶ درصد از مردم تمایل به انتخاب کلوش به عنوان رئیس‌جمهور فرانسه را دارند.
کلوش پس از فشارهای زیاد ازطرف کاندیداهای اصلی و قتل رُنِه گُرلَن، رجیسور برنامه‌هایش در تاریخ ۱۶ مارس ۱۹۸۱ اعلام کرد که از نامزدی ریاست‌جمهوری منصرف شده‌است. سال‌ها بعد خود هنرپیشه اعلام کرد که نامزدی وی برای ریاست جمهوری باعث نگرانی تمام کاندیداهای اصلی مخصوصاً فرانسوا میتران شده‌بود و آنرا تهدیدی بالقوه برای خود می‌دانستند. فرانسوا میتران دو نفر از مسئولین حزب سوسیالیست، ژان گلاوانی و ژاک کوله را مأمور کرده بود تا کُلوش را از نامزدی انتخابات منصرف کنند.

## رستو دو کر
وی در سال ۱۹۸۵ رستوران‌های زنجیره‌ای رستو دُو کُر را به هدف کمک و تغذیه رایگان به نیازمندان پایه‌گذاری کرد.

## یادبودها

### مکان‌ها
- میدان کلوش در بلوتسهایم.
- میدان میشل-کلوچی کوگولن.
- خیابان کلوش در مزیر-له-متس، انولن، شربورگ-اکتوویل، شته لورو و سن-ژان-سور-ریشولیو.
- خیابان میشل-کلوچی (کلوش) در شامبلی.
- خیابان میشل-کلوچی در اکوئل.
- خیابان میشل-کلوچی (کلوش) در مون‌پلیه.
- خیابان میشل-کلوچی در اولون-سور-مر.
- پارک میشل-کلوچی در ویترول، بوش دو رون و شانوو.
- میدان کلوش در بزانسون.
- خیابان کلوش در کاژار.
- خیابان میشل-کلوچی در وورئال.
- کوچه میشل-کلوچی در بازنکور-سور-اپت.

### رز کلوش

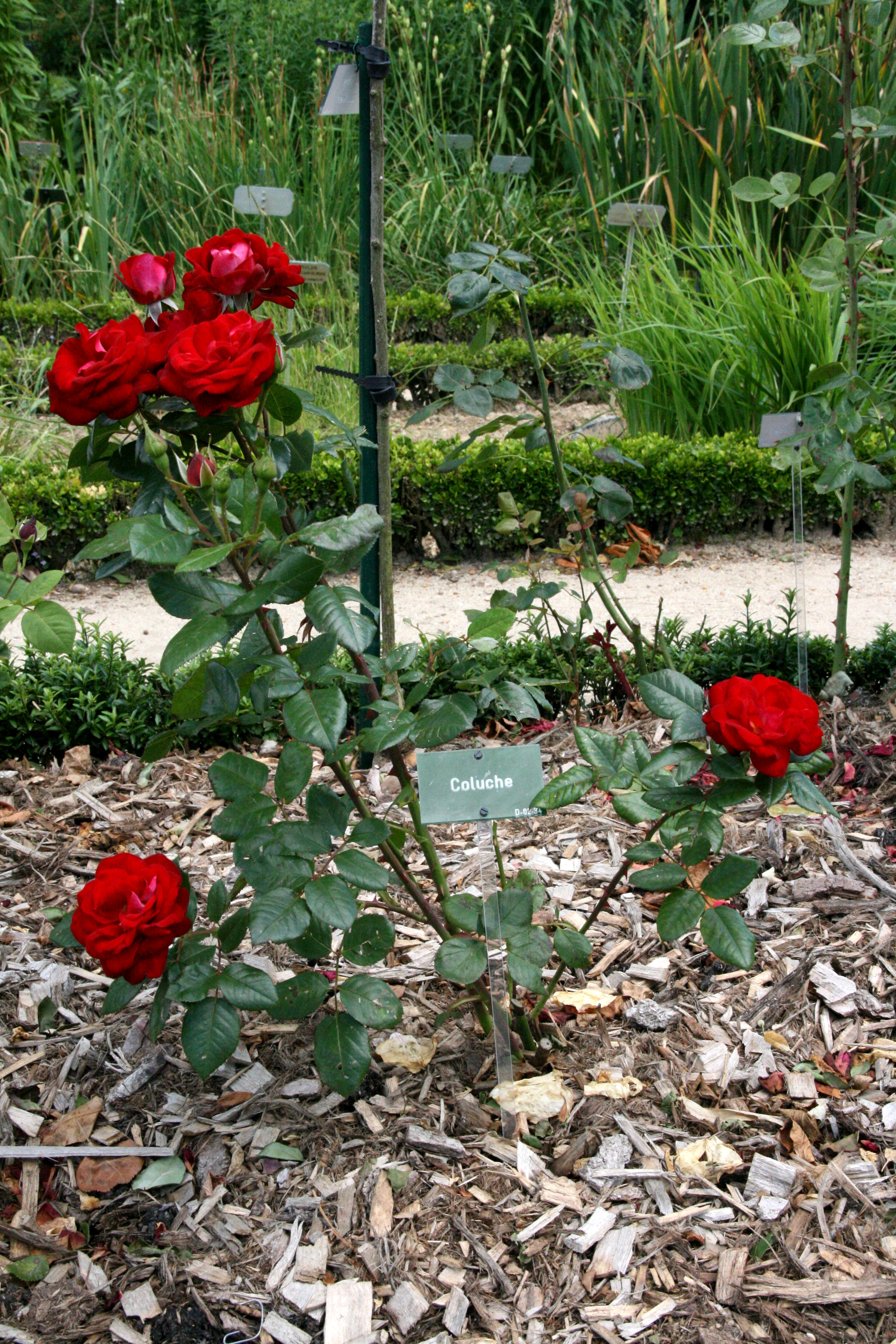
رز کلوش در پارک تابور.

گونه‌ای از گل رز به افتخار وی بنام «رُز کُلوش» نامگذاری شد که نمونه‌های آن در پارک تابور در رن کاشته شده‌است.
از فیلم‌ها یا برنامه‌های تلویزیونی که وی در آن نقش داشته است می‌توان به بال یا ران و دوست دختر رفیقم اشاره کرد.